# 桃村北站
桃村北站位于中华人民共和国山东省烟台市栖霞市桃村镇东草埠村，是青荣城际铁路上的高铁站，于2014年12月28日启用营运，济南铁路局管辖。

## 車站周邊
- 塔山科技产业园
- 春芳大酒店
- 馨园旅社
- 尚客优快捷酒店
- 桃村农用物资交易中心

## 歷史
- 2014年12月28日，随着青荣城际铁路通车启用。

## 外部連結
- 中国铁路客户服务中心 （页面存档备份，存于）